# Slag bij Huoyi
De Slag bij Huoyi (Chinees: 霍邑之戰, Huò yì zhī zhàn) vond plaats in China op 8 september 617 tussen de troepen van de rebellerende gouverneur van Taiyuan, Li Yuan, en het leger van de heersende Sui-dynastie. Li Yuan marcheerde met een leger van ongeveer 25.000 man in zuidelijke richting langs de rivier de Fen naar de keizerlijke hoofdstad, Chang'an. Hij liep echter door hevige regenval twee weken vertraging op en trof bij het stadje Huoyi een elite Sui-leger van zo'n 20.000 (of 30.000) man. Li Yuans cavalerie, onder leiding van zijn twee zoons Li Shimin en Li Jiancheng, lokte de Sui weg van de beschermende stadsmuren, maar in de eerste daaropvolgende confrontatie tussen de twee legers werd Li Yuan teruggedrongen. Maar, waarschijnlijk door een tactische list van Li Yuan, en het arriveren van de rest van het rebellenleger, of door een flankerende manoeuvre van Li Yuan's cavalerie, die achter het Sui-leger wist te komen, brak het moraal van de Sui. Zij sloegen op te vlucht righting Huoyi. Li Yuan's cavalerie sloot echter de vluchtroute af. Na de slag werd het slecht verdedigde Huoyi ingenomen door Li Yuan, en in november volgde Chang’an. Het jaar daarop zette Li Yuan de laatste Sui-keizer af en riep zichzelf tot keizer uit, waarmee hij de Tang-dynastie stichtte.

## Achtergrond
Tegen het eind van de regeringsperiode van de tweede keizer van de Sui-dynastie, keizer Yang, brokkelde het gezag van de dynastie af. Dit kwam door de immense materiële en menselijke offers die de bevolking moest brengen om de militaire campagnes van keizer Yang te verwezenlijken. Yang had al meerdere malen geprobeerd om het aangrenzende Koreaanse koninkrijk Koguryo te veroveren, maar had daarin geen succes gehad. In combinatie met natuurampen, de rekrutering van meer en meer soldaten voor de oorlog zorgde het achterhouden van de schaarse graanreserves voor het onderhoud van het leger voor provinciale onrust. Het gevolg was dat vanaf 611 opstanden uitbraken in het rijk. Het prestige van de keizer, dat gebaseerd was op het Hemelse Mandaat, was aangetast door zijn militaire falen, en ambitieuze provinciebestuurders zagen een kans om zelf de troon op te eisen. Yang bleef echter geconcentreerd op zijn campagnes in Korea, en pas toen de onrust zich over het rijk verspreidde, en de oostelijke Gökturken vijandig werden, realiseerde hij zich de ernst van zijn situatie. In 616 ontvluchtte hij het noorden en trok zich terug naar het zuiden naar Jiangdu, waar hij in 618 vermoord werd.
Na de terugtocht van keizer Yang kwamen lokale gouverneurs en magnaten in opstand. In totaal waren er negen vooraanstaande rebellenleiders die streden om de troon. Sommigen van hen eisten de keizerlijke titel voor zichzelf op; anderen, zoals Li Mi in Henan, probeerden hun macht te vergroten met wat bescheidener titels. Li Yuan, de 'Graaf van Tang' en tevens de gouverneur van Taiyuan in het noordwesten (huidige Shanxi), was een van deze rebellen. Hij verkeerde in een uiterst sterke positie om de troon op te eisen: hij was een telg uit een adellijke familie, en een ver familielid van de keizerlijke familie. Verder kon hij beschikken over de bruikbare natuurlijke verdediging in zijn provincie. Daarbij was de bevolking hevig gemilitariseerd en lag zijn provincie dicht bij de hoofdsteden Chang'an en Luoyang, waarmee Li Yuan dus sterk de wind mee had.

## Li Yuans tocht naar het zuiden

Li Yuan, keizer Tang Gaozu (r. 618–626)

Traditionele bronnen benadrukken dat Li Yuan eerst weinig voelde voor een opstand tegen de Sui, en dat hij overgehaald werd door zijn naaste adviseurs en zijn tweede zoon (en latere opvolger), Li Shimin. Echter overwoog Li Yuan al een opstand toen hij aangesteld werd als gouverneur van Taiyuan in 617. Halverwege 617 begon Li Yuan met het rekruteren van meer troepen in zijn provincie en executeerde hij twee afgevaardigden die door keizer Yang aangesteld waren om hem in de gaten te houden. Ook sloot hij een verdrag met Shibi Khan, de machtige khan van de Gökturken, waardoor zijn noordelijke grens veiliggesteld was van een Turkse invasie. Verder kreeg Li Yuan de beschikking over meer manschappen, voornamelijk ruiters. Aan het begin van de opstand beweerde Li Yuan echter dat hij loyaal was aan de Sui, en dat hij Yang's kleinzoon, Yang You, op de troon wilde zetten.
Li Yuans militaire campagne is in detail opgeschreven door zijn klerk, Wen Daya In juli begon Li met een eerste expeditie tegen de loyalistische commanderij Xihe verder naar het zuiden langs de rivier de Fen, onder leiding van zijn oudste zoons Li Jiancheng en Li Shimin. De expeditie slaagde er binnen enkele dagen in de provincie te veroveren. Nadat hij klaar was met zijn voorbereidingen, marcheerde Li Yuan op 10 augustus naar het zuiden langs de rivier de Fen naar Chang'an. De kern van zijn leger bestond uit 30.000 man, gerekruteerd uit de militie. Verder kon Li beschikken over 10.000 vrijwilligers en een Turks contingent van 500 man sterk, gestuurd door de Khan. Voorts beschikte Li Yuan over een regiment van 2.000 ruiters. Hij liet zijn vijftien jaar oude zoon Li Yuanji achter om Taiyuan te bewaken, terwijl Li Jiancheng en Li Shimin met hun vader meegingen. Een kleinere strijdmacht onder leiding van Chang Lun rukte parallel met het hoofdleger op om verder ten westen enkele loyalistische commanderijen te veroveren en zodoende de flanken te beschermen.
Li Yuans opmars werd echter tegen het einde van augustus bij Guhubao twee weken lang door hevige regen opgehouden, waardoor de Sui de tijd kregen te reageren. Sui-generaal Qutu Tong werd op pad gestuurd om de provincie Hedong langs de Gele Rivier te versterken, terwijl een ander leger, 20.000 elitetroepen sterk onder leiding van Song Laosheng, naar het noorden oprukte. Zij trokken naar de stad Huoyi, zo’n 25 km ten zuiden van Guhubao, om Li Yuan te stoppen. Een leger dat van het noorden naar het zuiden reisde langs de rivier de Fen moest de stad Huoyi passeren, dus was dit een uitstekende positie voor Song om Li Yuan tegen te houden. Toen het nieuws dat Song Laosheng in Huoyi gelegerd was het leger van Li Yuan bereikte, stelden sommigen een terugtocht naar Taiyuan voor, uit vrees dat hun afwezigheid de Turken misschien zou verleiden om het verdrag te verbreken en aan te vallen. Op 8 september, nadat de regen gestopt was, liet Li Yuan het kamp opbreken. Maar in plaats van de weg naar Huoyi te vervolgen, koos hij ervoor om een bergpad door de zuidoostelijke heuvels te volgen, waar een lokale bewoner hem blijkbaar op gewezen had.
Li Yuan arriveerde met minder dan de oorspronkelijke 30.000 man bij Huoyi, doordat hij enkele detachementen achtergelaten had. Hij had zijn leger onderverdeeld in zes divisies onder een tongjun, een generaal, maar het is onduidelijk hoe de hiërarchie ten opzichte van Li Yuan geregeld was. Li Jiancheng en Li Shimin werden, volgens de traditie, op de linker- en rechterflank gepositioneerd. De cavalerie werd als strategische reserve achtergehouden. Er is weinig bekend over de opstelling van het Sui-leger. Er zijn bronnen die beweren dat het Sui-leger 30.000 man sterk was, 10.000 meer dan het aantal dat traditionele bronnen beschrijven. Het kan zijn dat het hoge aantal een overdrijvings is of zelfs een fout. Misschien is het echter een indicatie dat Song nog additionele troepen gerekruteerd heeft in Huoyi.
Er zijn twee overgeleverde verslagen van de slag: een daarvan werd geschreven door Wen Daya, het andere was een officieel rapport, dat later beter bekend werd in de traditionele Chinese geschiedschrijving. Het rapport werd opgesteld tijdens de regeringsperiode van Li Shimin, en benadrukt de rol die hijzelf gespeeld heeft tijdens de slag. Zo zou hij de slag beslist hebben met een cavaleriecharge, terwijl de rol van zijn vader en oudere broer beschimpt. De twee verslagen verschillen dus op een aantal punten, en tegenwoordig geniet het verslag van Wen Daya, ondanks enkele onvolkomenheden, als ooggetuigenverslag de voorkeur boven het officiële rapport.
Volgens Wen Daya vreesde Li Yuan dat Song Laosheng de strijd zou ontlopen en hem zou dwingen een langdurige belegering te beginnen. Op 8 september liet hij daarom, zodra hij de heuvels die uitkeken over Huoyi in handen had, zijn zoons aan het hoofd van de cavalerie voor de muren van Huoyi manoeuvreren, in de hoop om Sui-troepen ertoe te bewegen buiten de muren te komen. Hij hoopte ook dat de geruchten over de roekeloosheid van Song Laosheng op waarheid berustten. Li Yuan gaf zijn officieren het bevel om de infanterie sneller over de heuvel te laten marcheren. Song Laosheng stelde zijn troepen buiten de stadsmuren op, waarschijnlijk omdat hij dit zag als een kans om zijn vijand snel te verslaan. Hij weigerde echter verder op te rukken, en Li Yuan moest hem verder weglokken van de muren door een terugtocht van zijn cavalerie te simuleren.
Ondertussen was Li Yuans infanterie aangekomen. De voorste divisie stelde zich in een vierkant op om de Sui af te slaan, terwijl een tweede en derde divisie erachter aankwamen. Daarna viel de infanterie de Sui aan, terwijl Li Yuans zoons met de cavalerie een omtrekkende beweging achter het Sui-leger maakten, waardoor het kleine garnizoen dat Laosheng in de stad achtergelaten had de valpoort dicht moest maken. Daarna zorgde Li Yuan ervoor dat het bericht dat Song Laosheng gedood was te verspreiden, waardoor het moraal van de Sui aangetast werd. Het Sui-leger begon zich terug te trekken, maar toen ze doorkregen dat Li Yuans cavalerie de terugtocht blokkeerde, en de valpoort gesloten was, probeerden ze op de vlucht te staan.
Wen Daya's verslag kan aangevuld worden door het officiële rapport, dat, ondanks de vooroordelen over Li Shimin, ook aangeeft dat niet alles volgens plan verliep voor Li Yuan. In de eerste schermutselingen tussen de twee legers zouden de Sui de overhand hebben gehad doordat Li Yuan nog niet al zijn troepen ter plaatse had. Hoe dan ook, het moraal van het Sui-leger brak, ofwel door de cavalerie flankering van Li Yuans zonen, of het arriveren van additionele infanterie van Li Yuan.
De slag duurde tot laat in de middag, en eindigde in een overweldigende overwinning voor Li Yuan, die daarna zijn troepen naar Huoyi zelf leidde. Hoewel hij niet beschikte over belegeringstoestellen, was het garnizoen van Huoyi te klein om de stad effectief te verdedigen, en Huoyi viel binnen een aantal uren.

## Nasleep
Na zijn overwinning, marcheerde Li Yuan verder zuidwaarts, en halverwege oktober bereikte hij de Gele Rivier. Een deel van het leger bleef achter om het Sui-garnizoen bij Puzhou te houden, terwijl de rest de rivier overstak en een Sui-leger versloeg dat gestuurd was om hem tegen te houden. De gouverneur van Huazhou gaf zich daarna over waarmee Li Yuan over essentiële graanopslagplaatsen kon beschikken. Onderweg naar Chang’an sloten zijn dochter Pingyang en zijn neef Li Shentong zich bij hem aan, samen met de troepen die zij zelf gerekruteerd had. Tegen de tijd dat Li Yuan bij Chang’an aankwam, bestond zijn leger uit 200.000 man. Na een korte belegering bestormde Li Yuan’s leger op 9 november de hoofdstad.
Hoewel hij hiermee in de voornaamste positie verkeerde om het rijk over te nemen, bleef Li Yuan zich voordoen als een Sui-loyalist, ook al raadden zijn generaals hem aan om de keizerlijke titel op te eisen. Hij liet de keizerlijke familie in ere en zorgde voor hun veiligheid, en plaatste de jonge Yang You op de troon als keizer Gong. Keizer Yang werd afgezworen als keizer en kreeg de titel Gepensioneerde Keizer (taishang huang). Het duurde tot 16 juni 618, een jaar nadat hij de afgevaardigden van de Sui geëxecuteerd had, dat hij zijn marionet op de troon afzette en zichzelf tot eerste keizer van de Tang-dynastie uitriep, onder de naam Gaozu. De nieuwe dynastie had echter nog een aantal andere lokale rivalen die het moest verslaan, en het duurde tot 628 tot de Tang heel China onder hun heerschappij hadden.